# Caléfaction
La caléfaction (du latin calefacere : chauffer) est un phénomène d'isolation thermique d'un liquide par rapport à une surface chauffante ayant atteint une température seuil Ts, dite température de Leidenfrost, nettement supérieure à la température d'ébullition du liquide Te.

## Description
Ce phénomène est dû à la formation d'une couche de vapeur entre la surface chauffante et le liquide, qui rend le transfert thermique beaucoup plus lent. Quand la température de la surface diminue (mais reste comprise entre Te et Ts), il se produit une ébullition brutale (qui a été la cause de nombreuses explosions de chaudières aux premiers temps de la machine à vapeur).

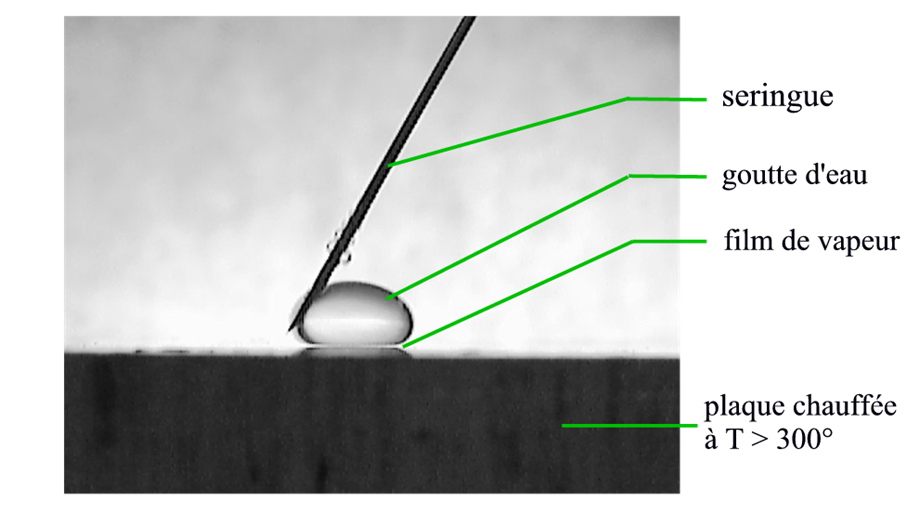
Goutte en caléfaction.

La caléfaction est couramment observée quand une goutte d'eau tombe sur une plaque chauffante. La goutte semble rouler sur la surface et ne se vaporise pas immédiatement. De la même manière, l'azote liquide, lorsqu'il est déversé sur une surface à température ambiante, forme des gouttelettes qui roulent sur la surface (effet Leidenfrost).
C'est la raison pour laquelle la trempe des métaux après chauffage à haute température dans un liquide de refroidissement (eau ou huile) doit parfois être accompagnée d'un mouvement énergique. Ceci a pour effet de faire disparaître physiquement le nuage de vapeur créé au contact du liquide froid et de favoriser le gradient thermique entre le métal chaud et le liquide de refroidissement. 
Dans le cas des aciers, le but de la trempe est en général de durcir par la formation de martensite ou de bainite. Si le refroidissement est trop lent à cause de la caléfaction, on risque de ne pas avoir cet effet durcissant mais, au contraire, un traitement similaire à un recuit.